# Cupa Kirin

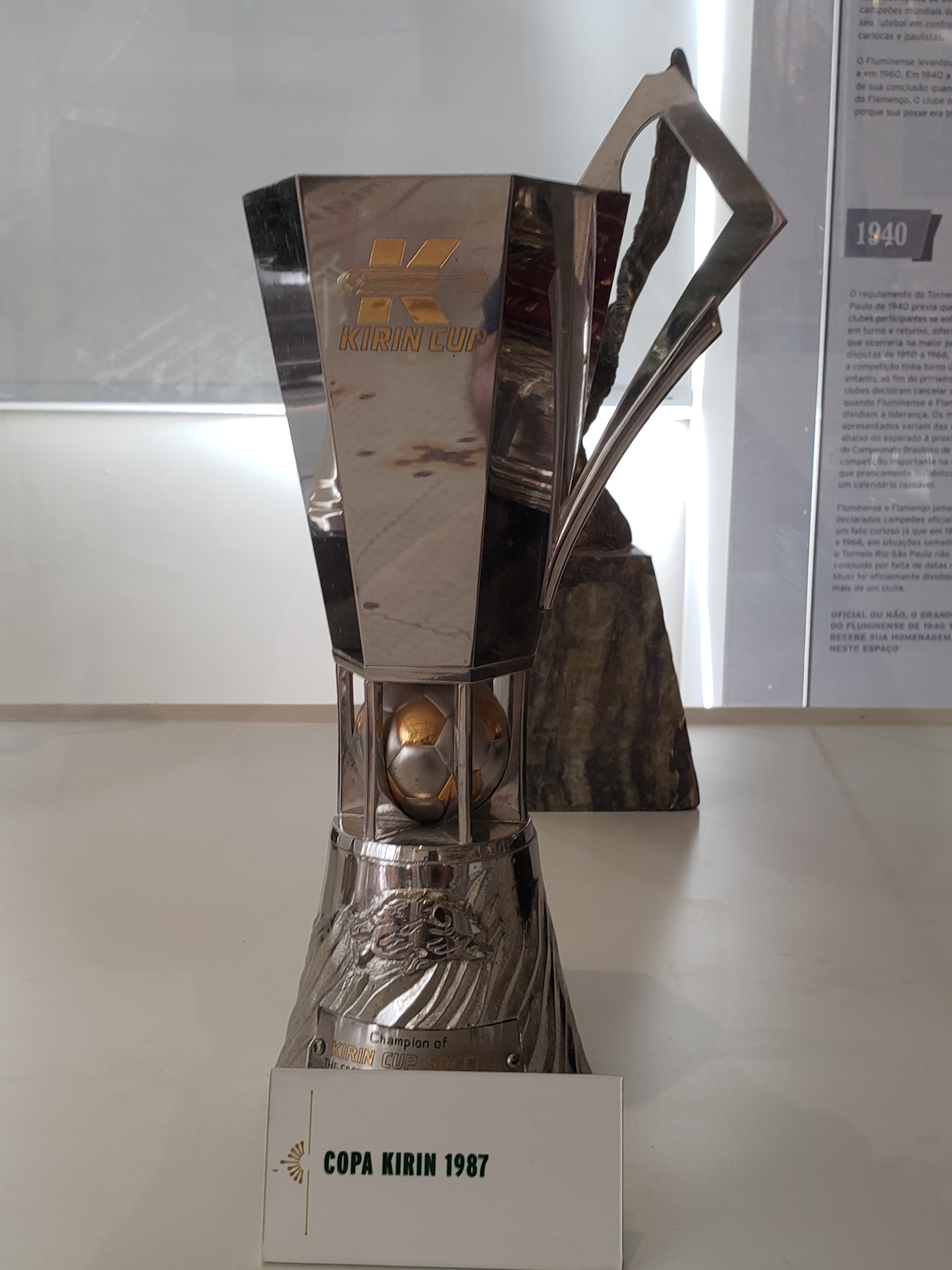
Cupa Kirin. Cupă de fotbal, câștigată de Fluminense Football Club în Japonia, în 1987. Autor: Alexandre Magno Barreto Berwanger

Cupa Kirin este un turneu de fotbal organizat în Japonia de Kirin Brewery Company. 
Țara organizatoare, Japonia, participă la fiecare ediție. Turneul a fost înființat în 1978 ca o competiție inter-cluburi. Începând din 1992 formatul a fost schimbat fiind o competiție între echipele naționale de fotbal. Prima țară care a câștigat competiția a fost Argentina. Japonia a câștigat de 10 ori turneul, iar Peru de 2 ori. 